# Río Quidico
Río Quidico är ett vattendrag i Chile.   Det ligger i regionen Región del Biobío, i den södra delen av landet, 600 km söder om huvudstaden Santiago de Chile.
Runt Río Quidico är det glesbefolkat, med 11 invånare per kvadratkilometer.